# Mon voisin si secret

Mon voisin si secret (My Neighbor's Secret) est un téléfilm canadien réalisé par Leslie Hope et diffusé aux États-Unis le 26 septembre 2009 sur Lifetime.

## Synopsis
Lorsque Brent Cavanaugh tout juste veuf se lie d'amitié avec son couple de voisins Jason et Casey Hess, ces derniers essaient de le consoler dans sa douleur. Mais Brent est loin d'être le veuf innocent que l'on pourrait penser, en réalité il cache un lourd secret.

## Fiche technique
- Réalisation : Leslie Hope
- Scénariste : Michael J. Murray
- Durée : 88 minutes
- Pays :  Canada

## Distribution
- Nicholas Brendon (VF : Mark Lesser) : Brent
- Chandra West (VF : Ariane Deviègue) : Casey
- Vincent Ventresca (VF : Pascal Germain) : Jason
- Dakota Goyo : Austin Hest
- Natalie Lisinska (VF : Karine Foviau) : Gretchen
- Catherine Mary Stewart (VF : Martine Irzenski) : l'inspectrice Neal
- Mark Camacho : l'inspecteur Ruiz
- Nick Baillie (VF : Thomas Roditi) : Sean
- Trie Donovan (VF : Cathy Diraison) : Paula Fisher
- Nicole Blundell : la réceptionniste
- Cinthia Burke : Judy
- Johnie Chase : le maire Barry Morris
- Curtis Dickie : le patient de l'hôpital
- Kate Drummond : l'assistante du médecin légiste
- Anna Lisa Ferrari : la patronne du restaurant
- Ian Finlay : Nicholas Grimaldi
- Kim Guite : Deborah
- Yvette Harper Pouliotte : l'infirmière à la prison
- Alex Ivanovici : Lonnie
- James Ness : le fêtard
- Anik Rompre : la cliente du restaurant
- Les Vandor : le contracteur
- Sandra Wilson : Kimberly